# الدوري التونسي لكرة اليد 2022–23
الدوري التونسي لكرة اليد 2022-2023 هو الدورة 68 من الدوري التونسي لكرة اليد للرجال. 

## روابط خارجية
- الموقع الرسمي للجامعة التونسية لكرة اليد.